# بخش وینچستر (شهرستان آدامز، اوهایو)
بخش وینچستر (به انگلیسی: Winchester Township) یک منطقهٔ مسکونی در ایالات متحده آمریکا است که در شهرستان آدامز، اوهایو واقع شده‌است.
 بخش وینچستر ۸۴٫۷ کیلومتر مربع مساحت و ۲٬۲۰۸ نفر جمعیت دارد و ۲۹۶ متر بالاتر از سطح دریا واقع شده‌است.